# Station Opheusden
Het Station Opheusden ligt aan de Betuwelijn in Opheusden (gemeente Neder-Betuwe).
Op 1 november 1882 werd de halte bij wachtpost 16 geopend met de naam Dalwagenstraat. Nadat de halte na ongeveer tien jaar werd gesloten, werd de halte in 1898 heropend met de huidige naam Opheusden. De eerste jaren werd de halte Opheusden alleen gebruikt voor markttreinen op maandag, maar vanaf 1900 werd de halte dagelijks bediend. Sinds eind 2012 worden de treindiensten verzorgd door treinen van Arriva tussen Tiel en Arnhem.
Het station is een eenvoudige halte met een eenvoudige schuilgelegenheid op beide perrons. De perrons liggen, in bajonetligging aan weerszijden van de Dalwagenseweg, een van de twee belangrijkste toegangen tot het dorp. Aan de westzijde van het station kruist de spoorlijn het riviertje de Linge.
Opheusden lag vanaf september 1944 tot het einde van de Tweede Wereldoorlog op de scheidslijn tussen de geallieerden en de Duitse bezetters. Het station was regelmatig het middelpunt van hevige gevechten. Op de brug bij het station hangt een gedenkplaat die verwijst naar de hier gevallen geallieerde soldaten.
Na de oorlog is de halte voorzien van een blokpost ten behoeve van de beveiliging. In 1983 werd deze post opgeheven.
Ten zuiden van de spoorlijn staan drie baanwerkerswoningen, waarschijnlijk uit de wederopbouwtijd na de oorlog.

## Treinseries
| Serie       | Treinsoort         | Route                                     | Bijzonderheden             |
| ----------- | ------------------ | ----------------------------------------- | -------------------------- |
| 31100 RS 33 | Stoptrein (Arriva) | Arnhem Centraal – Elst – Opheusden – Tiel | Stopt niet te Arnhem Zuid. |

## Afbeeldingen

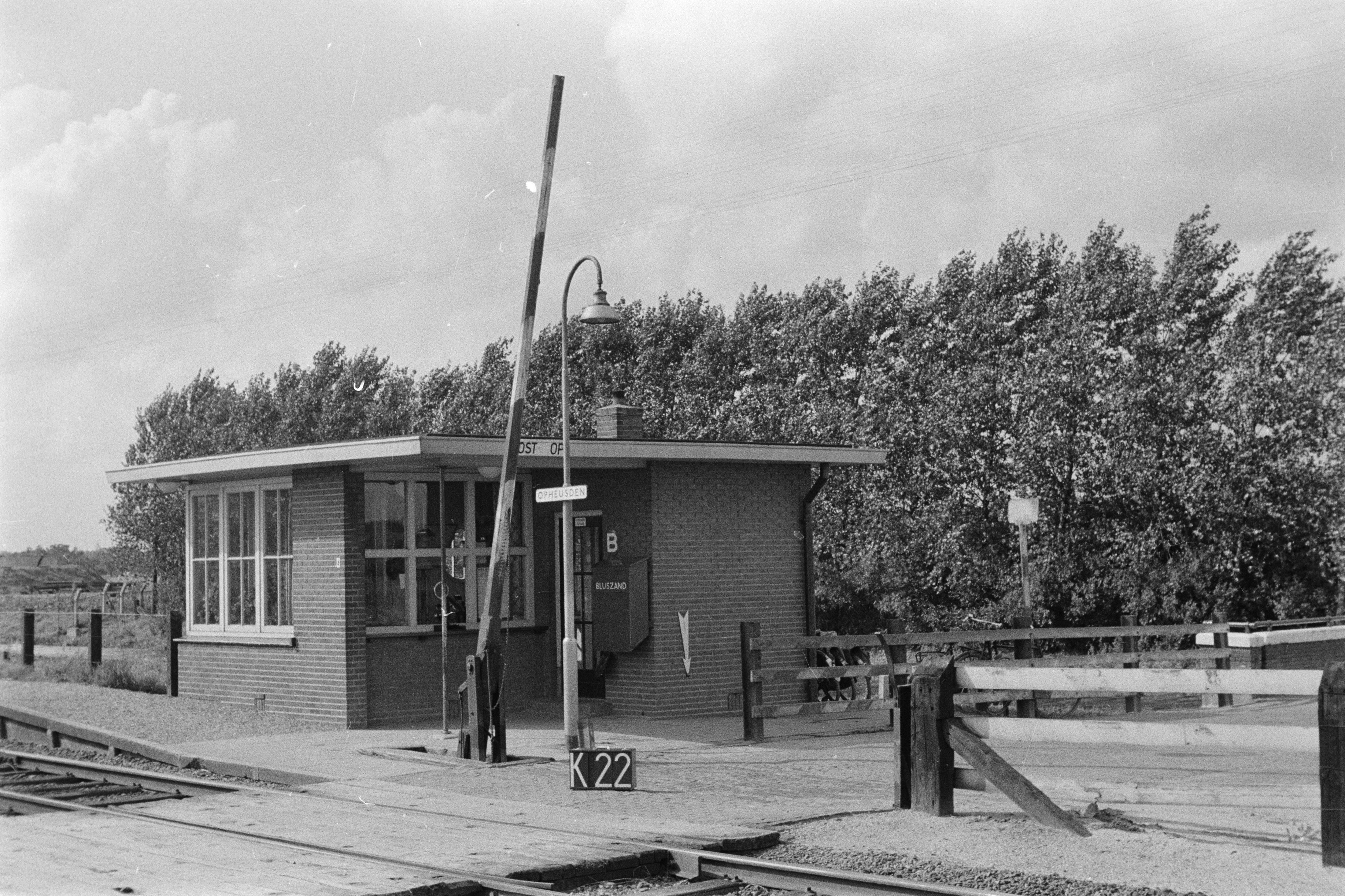
Station in 1954
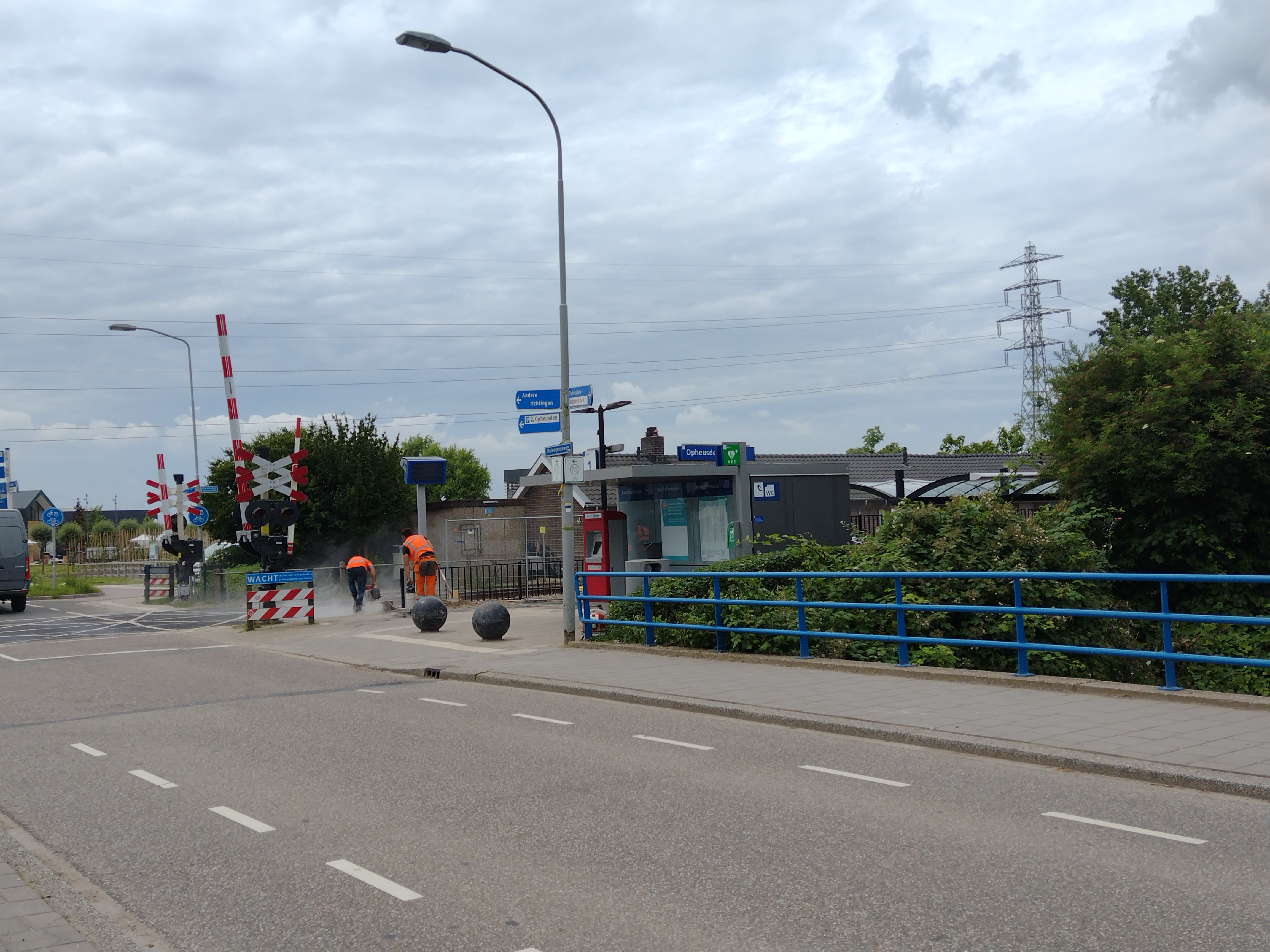
Het perron wordt opnieuw betegeld (2024)
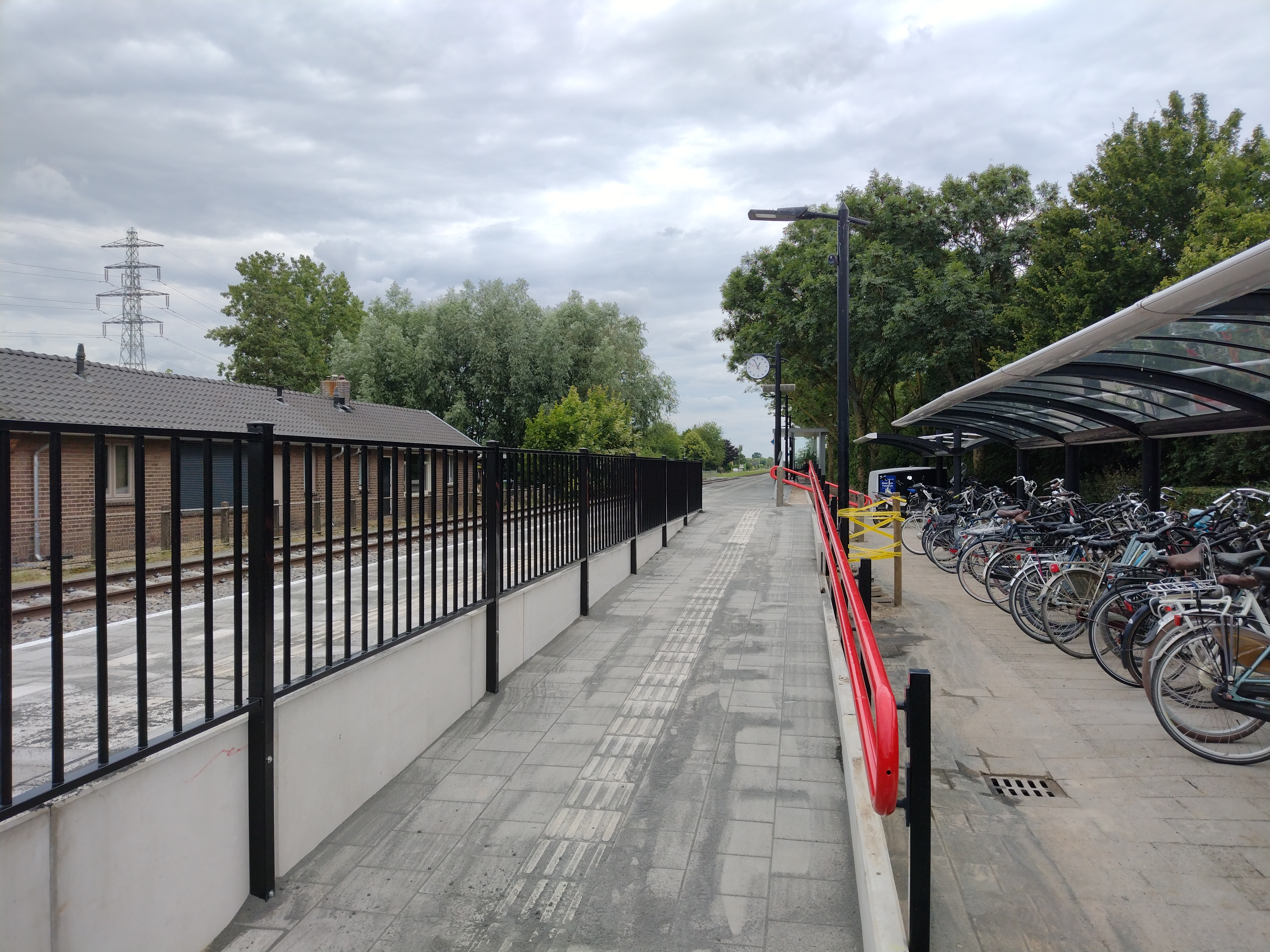
Perron, net opnieuw betegeld
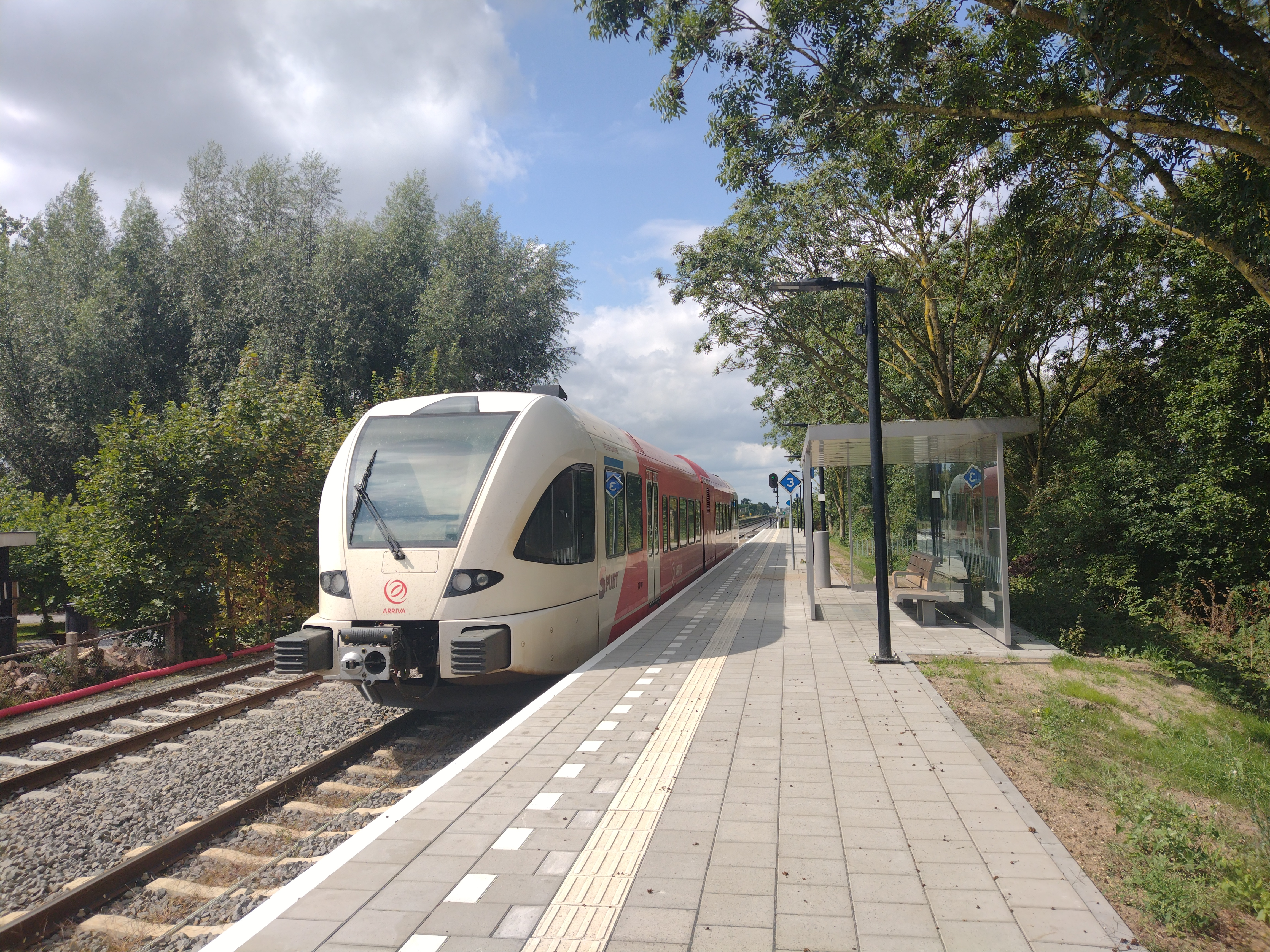
Arriva GTW op het station
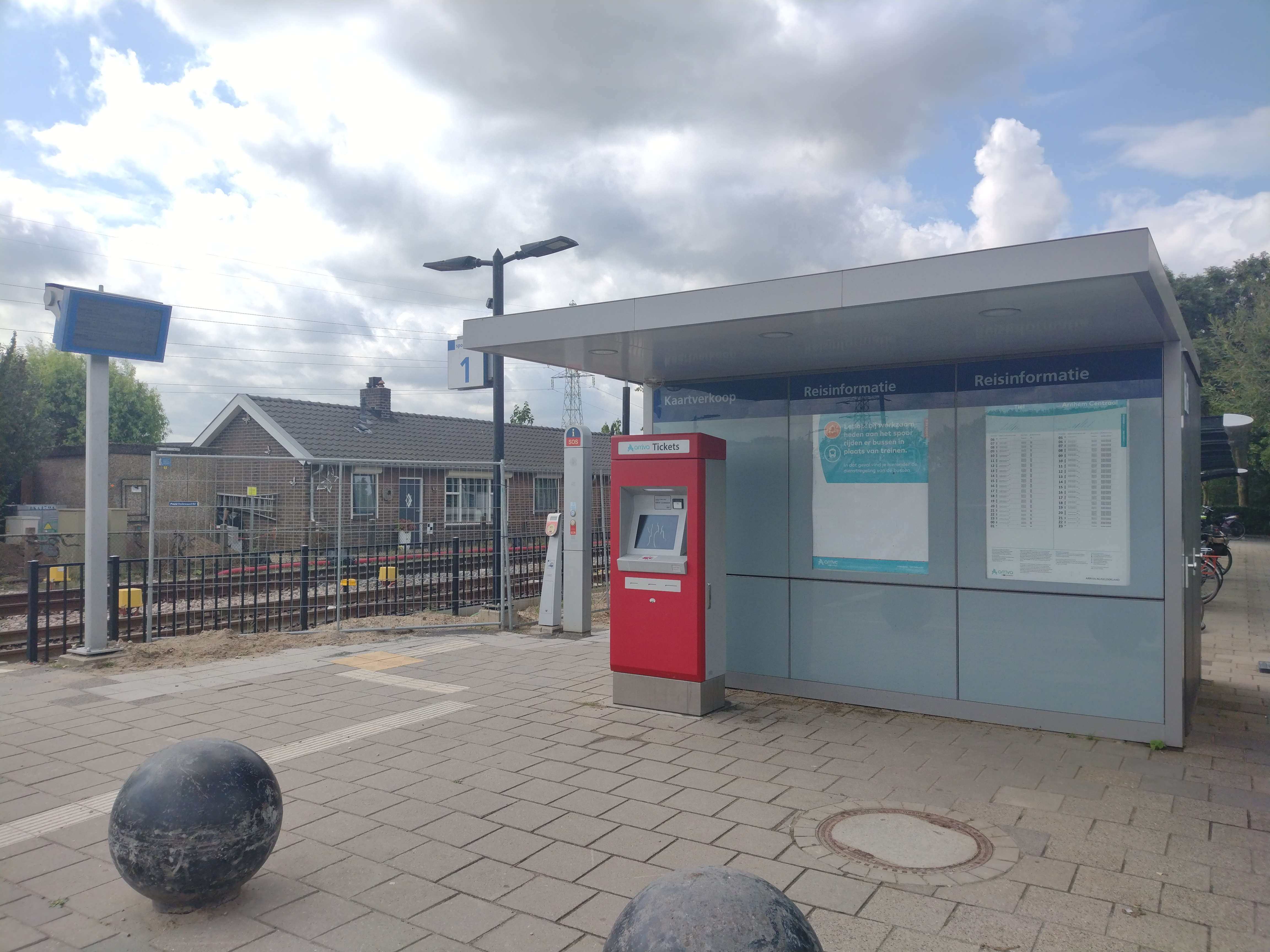
Toegang tot het perron
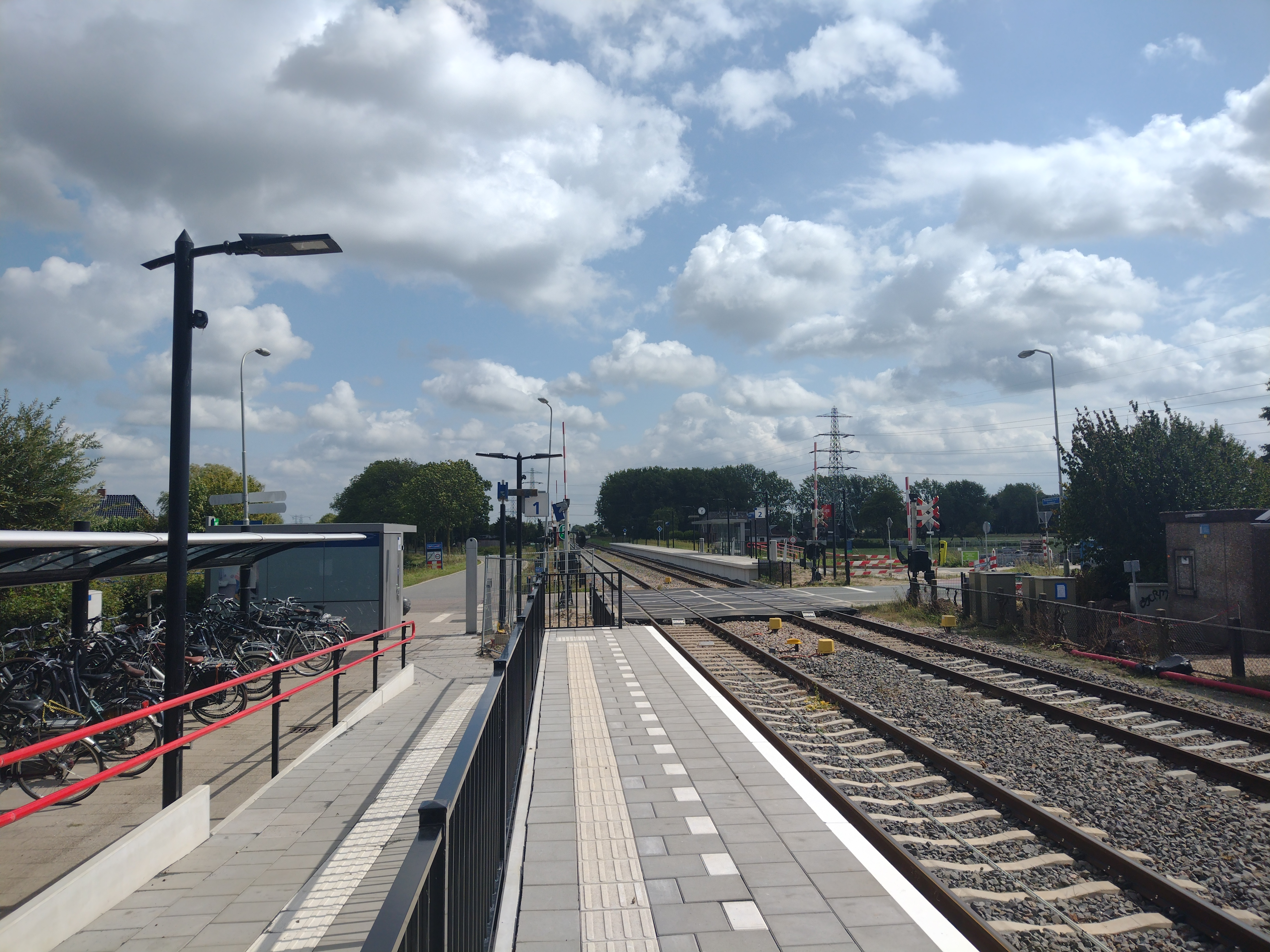
Perrons in bajonetligging

0: Elst ·
1: Vork ·
6: Valburg ·
11: Zetten-Andelst ·
15: Hemmen-Dodewaard ·
17: Opheusden ·
21: Kesteren ·
25: Schaapsteeg ·
27: Echteld ·
33: Tiel ·
35: Tiel Passewaaij ·
37: Wadenoijen ·
41: Utrechtsche Straatweg ·
45: Geldermalsen ·
51: Beesd ·
55: Rhenoy ·
58: Leerdam ·
66: Arkel ·
Gorinchem Noord ·
71: Gorinchem ·
73: Schelluinen ·
75: Giessen-Nieuwkerk ·
77: Boven Hardinxveld ·
78: Hardinxveld-Giessendam (1885) ·
79: Hardinxveld-Giessendam (1957) ·
80: Gasfabriek ·
Hardinxveld Blauwe Zoom ·
84: Sliedrecht ·
87: Sliedrecht Baanhoek ·
90: 't Visschertje ·
91: Dordrecht Stadspolders ·
94: Dordrecht
Huidige stations:
Aalten ·
Apeldoorn · 
-De Maten · 
-Osseveld ·
Arnhem:
-Centraal · 
-Presikhaaf · 
-Velperpoort · 
-Zuid ·
Barneveld:
-Centrum · 
-Noord ·
-Zuid ·
Beesd ·
Brummen ·
Culemborg ·
Didam ·
Dieren ·
Doetinchem · 
-De Huet · 
Duiven ·
Ede:
-Centrum ·
-Wageningen ·
Elst ·
Ermelo ·
Gaanderen · 
Geldermalsen ·
't Harde ·
Harderwijk ·
Hemmen-Dodewaard ·
Kesteren ·
Klarenbeek ·
Lichtenvoorde-Groenlo ·
Lochem ·
Lunteren ·
Nijkerk ·
Nijmegen · 
-Dukenburg · 
-Goffert · 
-Heyendaal · 
-Lent ·
Nunspeet · 
Oosterbeek ·
Opheusden ·
Putten ·
Rheden ·
Ruurlo ·
Terborg ·
Tiel · 
-Passewaaij ·
Twello · 
Varsseveld · 
Veenendaal-De Klomp · 
Velp · 
Voorst-Empe · 
Vorden · 
Wehl ·
Westervoort · 
Wezep · 
Wijchen ·
Winterswijk · 
-West · 
Wolfheze · 
Zaltbommel · 
Zetten-Andelst · 
Zevenaar · 
Zutphen
Voormalige stations: lijst van voormalige spoorwegstations in Gelderland